# 佐波興連
佐波 興連（さわ おきつら）は、戦国時代の武将。大内氏や毛利氏に属した石見国の国人で、石見国の龍岩寺城主、後に八幡城主。

## 生涯
石見国の国人・佐波氏の当主である佐波秀連の次男として生まれる。諱の「興」の字は大内義興の偏諱を受けたものと思われる。
佐波氏の家督を継いだ兄の誠連に仕えた後は、誠連の子の隆連に仕え、隆連が大内氏の本拠である周防国山口に出府している間は、興連が石見国で隆連の代行を務めた。
天文20年（1551年）、大寧寺の変の際、誠連の子で甥・佐波隆連が大内義隆に殉じ、弘治元年（1555年）の厳島の戦いの後、毛利元就と誼を通じ支配下に入った。弘治2年（1556年）に八幡城を築き、出雲国への備えとした。
佐波隆連には男子が無く、そのため佐波氏の家督は嫡男・隆秀に継がせたが、実質的な後見人として、佐波家中を取り仕切っていたと思われる。永禄5年（1562年）の6月発給の文書にて、興連が家臣の石橋新左衛門尉を雲州商人司、塩治・朝山司に任じており、その生存が確認できる。